# Пустуца
Пустуца (рум. Pustuța) — село у повіті Клуж в Румунії. Входить до складу комуни Реча-Крістур.
Село розташоване на відстані 357 км на північний захід від Бухареста, 38 км на північ від Клуж-Напоки.

## Населення
За даними перепису населення 2002 року у селі проживали 82 особи. Рідною мовою 81 особа (98,8%) назвала румунську.
Національний склад населення села:
| Національність | Кількість осіб | Відсоток |
| -------------- | -------------- | -------- |
| румуни         | 57             | 69,5%    |
| цигани         | 25             | 30,5%    |